# Therese Alshammar
Malin Therese Alshammar (Solna, 26 agosto 1977) è una nuotatrice svedese.
Specializzata nelle gare veloci di stile libero e farfalla, ha vinto due medaglie d'argento e una di bronzo alle olimpiadi di Sydney 2000. Detiene il record di titoli svedesi nel nuoto ed è stata inoltre detentrice fino al 5 luglio 2014 del record mondiale dei 50 farfalla con 25"07, poi battuto dalla connazionale Sarah Sjöström.

## Palmarès
- Olimpiadi

Sydney 2000: argento nei 50 m sl e nei 100 m sl e bronzo nella 4 × 100 m sl.
- Mondiali

Fukuoka 2001: argento nei 50 m sl e nei 50 m farfalla.
Montreal 2005: bronzo nei 50 m farfalla.
Melbourne 2007: oro nei 50 m farfalla e argento nei 50 m sl.
Roma 2009 : argento nei 50 m sl.
Shanghai 2011: oro nei 50 m sl e argento nei 50 m farfalla.
- Mondiali in vasca corta

Göteborg 1997: bronzo nella 4 × 100 m sl.
Hong Kong 1999: bronzo nella 4 × 100 m misti.
Atene 2000: oro nei 50 msl, nei 100 m sl, nella 4 × 100 m sl e nella 4 × 100 m misti.
Mosca 2002: oro nei 50 msl, nei 100 m sl, nella 4 × 100 m sl e nella 4 × 100 m misti.
Indianapolis 2004: argento nella 4 × 100 m sl e bronzo nei 50 m sl.
Shanghai 2006: oro nei 50 m farfalla, argento nei 50 m sl e bronzo nella 4 × 100 m sl.
Dubai 2010: oro nei 50 m farfalla e argento nei 100 m farfalla.
- Europei

Siviglia 1997: argento nella 4 × 100 m sl e bronzo nei 50 m sl.
Istanbul 1999: oro nella 4 × 100 m misti, argento nei 50 m sl e nella 4 × 100 m sl.
Helsinki 2000: oro nei 50 m sl, nei 100 m sl, nella 4 × 100 m sl e nella 4 × 100 m misti.
Berlino 2002: oro nei 50 m sl, argento nella 4 × 100 m sl e nella 4 × 100 m misti.
Madrid 2004: oro nei 50 m sl.
Budapest 2006: oro nei 50 m farfalla e argento nei 50 m sl.
Eindhoven 2008: bronzo nei 50 m sl.
Budapest 2010: oro nei 50 m sl, nei 50 m farfalla, argento nella 4 × 100 m misti, bronzo nei 100 m farfalla e nella 4 × 100 m sl.
- Europei in vasca corta

Sheffield 1998: argento nei 50 m dorso e nella 4 × 50 m misti.
Lisbona 1999: oro nei 50 m sl, nei 100 m sl, nella 4 × 50 m sl e nella 4 × 50 m misti.
Valencia 2000: oro nei 50 m sl, nei 100 m sl, nella 4 × 50 m sl e nella 4 × 50 m misti.
Anversa 2001: oro nei 50 m farfalla, nella 4 × 50 m sl e nella 4 × 50 m misti e argento nei 50 m sl.
Riesa 2002: oro nella 4 × 50 m sl e nella 4 × 50 m misti.
Trieste 2005: argento nella 4 × 50 m sl e bronzo nella 4 × 50 m misti.
Helsinki 2006: oro nei 50 m farfalla e nella 4 × 50 m sl, argento nei 50 m sl e nella 4 × 50 m  misti.
- Vincitrice della Coppa del Mondo nel 2006, nel 2007, nel 2010 e nel 2011

## Riconoscimenti
- LEN Award: 2010
- Atleta dell'anno FINA: 2010